# Sophie Apenes
Sophie Apenes Zéla-Achorn (Chistiania, 19 januari 1861 - Boston, 9 juni 1897) was een Noors zangeres.
Sophie Marie werd waarschijnlijk opgenomen binnen het gezin van kapitein William Apenes en Sophie Nicoline Lemwig. Ze huwde in 1889 de uit Boston afkomstige advokaat Edgar Achorn, hij was van Zweedse komaf. Het was liefde op het eerste gezicht en  hun huwelijk haalde diverse Amerikaanse kranten. Ze overleed op jonge leeftijd aan tuberculose; ook haar overlijden haalde een aantal Amerikaanse kranten waaronder The New York Times.
Ze kreeg haar muzikale opleiding van Ida Basilier-Magelssen in Oslo, de Kungliga Musikaliska Akademien in Stockholm en later bij Mathilde Marchesi en Enrico Delle Sedie in Parijs. Ze was een beschermelinge van koning Oscar II van Zweden.
Ze trad snel in het voetlicht met een officieel debuut in 1885, maar ze had al eerder opgetreden. Gedurende het seizoen 1886-1887 maakte ze deel uit van een operagezelschap uit Keulen. Zo zong ze rollen in Faust (Margareta), Tannhäuser (Elisabeth), Robert le diable (Alice) en Norma (Adalgisa). 
Enkele concerten:
- 17 januari 1882: Liefdadigheidsconcert voor zeemansmissieposten in Tivoli
- 15 oktober 1885: Concertzaal van Brødrene Hals, als hoofdartiest in opera-aria’s en liederen
- 27 oktober 1888: als Sophie Apenes Zéla; dezelfde concertzaal maar nu met Ellen Gulbranson, Agathe Backer-Grøndahl; in de liederen werd ze echter begeleid door Louise Apenes, waarschijnlijk een tante
- 2 december 1889: Boston, ze zong mee in de opera Svatební košile (Spectre’s bride); het was geen succes
- 7 april 1891: Boston: delen van opera's
- 18 oktober 1892: concert in de oudste Chickering Hall in Boston met liederen; het leverde haar een matige recensie op; te weinig ademsteun was de conclusie